# ميمون اوعيسى
ميمون اوعيسى (بالهولندية: Mimoun Oaïssa)‏ (مواليد 1975)، هو ممثل سينمائي هولندي من اصول مغربية، ولد ميمون اوعيسى بقبيلة ايت سعيد بالريف شمال المغرب يوم 11 مارس 1975، هاجر مع عائلته إلى هولندا وهو طفل. درس المسرح والتمثيل في المدرسة العليا للمسرح بأمستردام وتخرج عام 1999.

## من أفلامه
- 2008 - Lezione 21
- 2008 - أمستردام - Amsterdam
- 2007 - Kicks
- 2007 - Weddings and Beheadings
- 2004 - Het schnitzelparadijs
- 2004 - شوف شوف حبيبي Shouf shouf habibi!
- 2003 - Polleke
- 2001 - الصداقة - De vriendschap
- 1999 - Quidam, Quidam
- 1999 - Novellen: De dag, de nacht en het duister
- 1996 - الفستان - De jurk
- 1994 - الجهة الأخرى للنفق - De andere kant van de tunnel

## روابط خارجية
- ميمون اوعيسى على موقع IMDb (الإنجليزية)
- ميمون اوعيسى على موقع ألو سيني (الفرنسية)
- ميمون اوعيسى على موقع أول موفي (الإنجليزية)
- ميمون اوعيسى على موقع قاعدة بيانات الفيلم (الإنجليزية)
- ميمون اوعيسى على موقع كينوبويسك (الروسية)